# Saint-Genest-de-Contest
Saint-Genest-de-Contest é uma comuna francesa na região administrativa da Occitânia, no departamento de Tarn. Estende-se por uma área de 13.71 km², e possui 281 habitantes, segundo o censo de 2018, com uma densidade de 20 hab/km².